# Vietnam Television
Vietnam Télévision (en vietnamien : Đài Truyền hình Việt Nam) ou Télé-Viêt Nam est l'entreprise nationale de télédiffusion du Viêt Nam. Elle dépend du ministère de l'information et de la communication et relève également du cabinet du Premier ministre et du Comité central du Parti communiste vietnamien. La VTV produit neuf chaînes de télévision nationales, diffusées sur le réseau hertzien et/ou par satellite, ainsi que cinq chaînes de télévision régionales.

## Histoire
La République du Viêt Nam (Vietnam du Sud) fait figure de précurseur dans le domaine de la télévision. Elle est en effet la première à mettre en place une chaîne de télévision nationale en 1966, grâce à une aide technique américaine. Gérée par le Bureau vietnamien de la Télévision (en vietnamien : Nha Vô tuyến Truyền hình Việt Nam), elle est placée sous la tutelle du ministère de la propagande. Baptisée officiellement Télé-Viêt Nam, elle est également connue sous le nom de Télé-Saïgon ou de TV 9 (Đài số 9). Diffusant essentiellement des informations, elle sert de tribune au gouvernement de Nguyễn Văn Thiệu. 
Le 30 avril 1975, au moment de la chute de Saïgon, elle passe aux mains des communistes du Gouvernement révolutionnaire provisoire de la République du Sud Viêt Nam, et reprend les images de la reddition du président Dương Văn Minh. Rebaptisée Télé-Saïgon Libération (Đài Truyền hình Sài Gòn Giải phóng), elle prend ensuite le nom de Hô Chi Minh-Ville Télé. Une autre chaîne de télévision, entièrement en anglais et à destination des Forces armées américaines, Armed Forces Vietnam Network, commence à émettre à la fin des années 1960, en pleine guerre du Viêt Nam.
La République démocratique du Viêt Nam (Vietnam du Nord) lance sa propre chaîne de télévision en 1970, grâce à une aide technique cubaine. Pendant la guerre du Viêt Nam, elle émet de manière intermittente.
Après la réunification du pays, en 1976, Télé-Viêt Nam (VTV) devient le diffuseur officiel de l'ensemble du Viêt Nam. La couleur est introduite en 1978. Une seconde chaîne de télévision nationale est lancée en 1990, et une troisième en 1996.

## Présentation
En 2023, VTV diffuse neuf chaînes de télévision nationales : VTV 1 (généraliste), VTV 2 (culture), VTV 3 (divertissement), VTV 4 (généraliste, elle a également une vocation internationale, et est reprise par câble et par satellite dans le monde entier), VTV 5 (minorités ethniques), VTV 7 (éducation et les enfants), VTV 8 (généraliste, en anglais) et VTV 9 (généraliste).
VTV dispose également de sa propre société de production, Vietnam Television Film Center, qui réalise des téléfilms, des séries ou des programmes courts.
Détails : Liste des émissions de Télé-Viêt Nam (vi).